# Kombatant

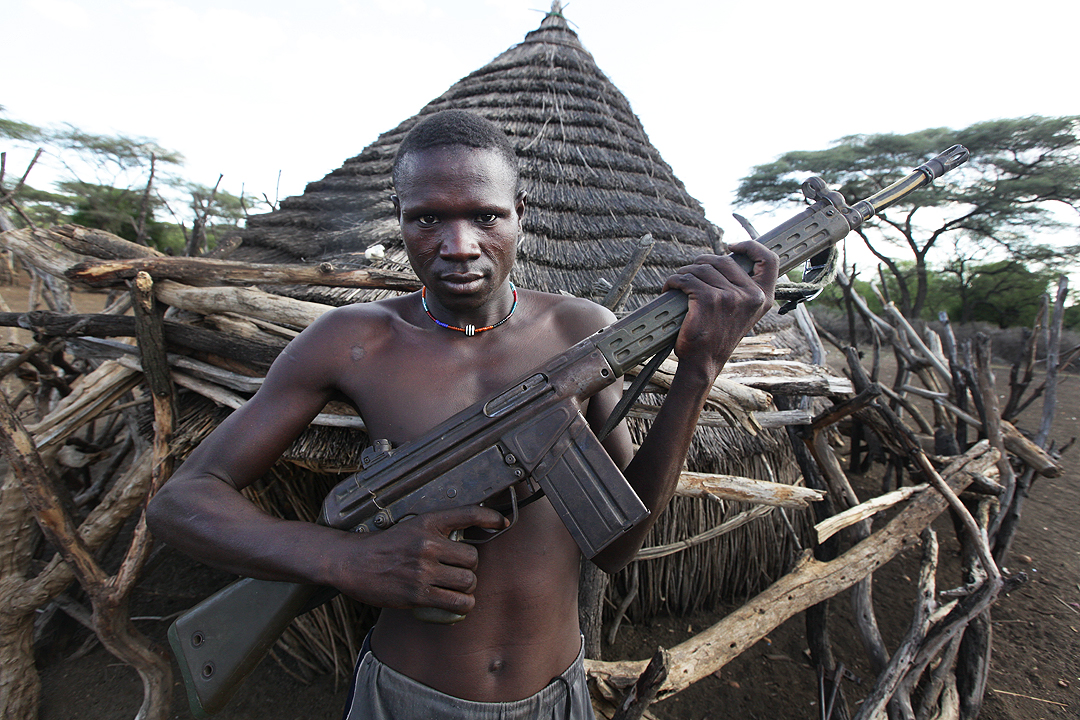
Kombatant z Jižního Súdánu s puškou HK G3

Kombatant (v doslovném českém překladu bojovník) je osoba, která je oprávněna účastnit se nepřátelských akcí (tj. bojovat). Jedná se o základní pojem mezinárodního humanitárního práva (MHP). 
S výjimkou zdravotnického a duchovního personálu jsou kombatanty všichni příslušníci pravidelných ozbrojených sil státu, jakož i příslušníci jiných ozbrojených sil (např. povstaleckých), které mají odpovědné velení. Kombatanti se zpravidla odlišují od civilního obyvatelstva nošením uniformy či rozlišovacího znaku a otevřeným nošením zbraně. Kombatant je legálním cílem útoku.

## Definice v Ženevských úmluvách a Dodatkovém protokolu I
Satus kombatanta upravuje Třetí Ženevská úmluva o zacházení s válečnými zajatci z 12. srpna roku 1949, zejména její 2. část – Všeobecná ochrana válečných zajatců. Samotná definice kombatantů je popsána v Dodatkovém protokolu I k Ženevským úmluvám z roku 1949 (část III. oddíl II.) v článku 43 o ozbrojených silách z roku 1977.
Na status kombatanta nemá nárok žoldnéř – tj. osoba, která je najata v zahraničí, není občanem bojující strany, jejím motivem je odměna (vyšší, než běžné služné), není příslušníkem oficiální vojenské mise.
Práva a povinnosti kombatanta:
Kombatant má právo účastnit se nepřátelské činnosti. Je-li kombatant zadržen, stává se válečným zajatcem.
Kombatant má povinnost odlišovat se od civilního obyvatelstva (minimálně při útoku či přípravě na útok). Pokud se v důsledku povahy bojové akce nemůže odlišit, neztratí status kombatanta za předpokladu, že nosí otevřeně zbraň:
- během každého vojenského střetnutí a
- během doby, kdy ho může spatřit nepřítel při přípravě útoku.

Při nesplnění těchto podmínek nemá kombatant po zajetí status válečného zajatce, požívá však všech výhod určených zajatcům souzeným za přečin. U pravidelných ozbrojených sil se předpokládá nošení uniformy.
Kombatant má povinnost zachovávat MHP. Při nesplnění má po zajetí status zajatce, avšak bude za porušení stíhán.
Status kombatanta mají dále obyvatelé dosud neokupovaného území, kteří se (byť neorganizovaně) chopí zbraně proti pronikajícím okupantům, za předpokladu, že:
- nosí zbraň otevřeně a
- zachovávají MHP.

Civilisté nesmí být přímým terčem útoku ze strany kombatanů, v opačném případě by došlo ke spáchání válečného zločinu.